# Stübnitz
Stübnitz ist ein Ortsteil von Kraftsdorf im Landkreis Greiz in Thüringen.

## Geografie
Stübnitz liegt unmittelbar nordöstlich an dem älteren Ort Rüdersdorf nördlich der Bundesautobahn 4. Von jeher arbeiteten die benachbarten Dörfer eng zusammen. Der in der Gemarkung von Stübnitz entspringende Bach Stübnitz fließt durch Hartmannsdorf und mündet in die Weiße Elster. Über die Kreisstraße 131 finden die Bewohner Anschluss an die anderen Verkehrswege im Erlbachtal.

## Geschichte
Am 23. März 1364  wurde der Ort erstmals urkundlich genannt.

## Söhne und Töchter des Ortes
- Johann Jäger (Politiker, 1794) (1794–1866), deutscher Gutsbesitzer und Politiker